# Кузьмин, Фёдор Борисович
Фёдор Борисович Кузьмин (1932—1977) — старший лейтенант Советской Армии, участник подавления Венгерского восстания 1956 года, Герой Советского Союза (1956).

## Биография
Фёдор Кузьмин родился 4 мая 1932 года в деревне Головицы (ныне — Духовщинский район Смоленской области). В годы Великой Отечественной войны пережил оккупацию в Ярцевском районе. В 1951 году Кузьмин окончил десять классов школы. В том же году он был призван на службу в Советскую Армию. В 1954 году Кузьмин окончил Хмельницкое танковое училище.
Принимал активное участие в подавлении Венгерского восстания 1956 года, будучи командиром танкового взвода 104-го гвардейского механизированного полка 33-й гвардейской механизированной дивизии Отдельной механизированной армии. Неоднократно отличался в тех боях.
Указом Президиума Верховного Совета СССР от 18 декабря 1956 года за «мужество и героизм, проявленные при выполнении воинского долга» гвардии лейтенант Фёдор Кузьмин был удостоен высокого звания Героя Советского Союза с вручением ордена Ленина и медали «Золотая Звезда» за номером 10841.
В 1961 году в звании старшего лейтенанта Кузьмин был уволен в запас. Проживал и работал в Симферополе. Скоропостижно скончался 3 февраля 1977 года, похоронен в Симферополе.
Был также награждён рядом медалей.